# Orquevaux
 Orquevaux  es una población y comuna francesa, en la región de Champaña-Ardenas, departamento de Alto Marne, en el distrito de Chaumont y cantón de Saint-Blin.

## Demografía
| 140 | 135 | 106 | 93 | 75 | 92 |
| Para los censos de 1962 a 1999 la población legal corresponde a la población sin duplicidades (Fuente: INSEE [Consultar]) |     |     |    |    |    |